# Михаил Герасков
Михаил Герасков е български учен, професор по педагогика.

## Биография
Роден е на 17 октомври 1874 г. в Берковица. През 1881 г. влиза в първоначално училище в родния си град, а от 1885 г. и в местното третокласно училище. По-късно учи в трикласното педагогическо училище в Лом. От 1891 до 1906 г. е учител в Кутловица, Берковица, София, Айтос, Карнобат и Брезник. Повлиян е от идеите на народничеството, а по-късно и от тези на френските и немските социолози и социализма. Първоначално завършва философия и педагогика в Цюрих. Между 1900 и 1903 г. той е председател на Българския учителски съюз. По това време е редактор на редица вестници като в. „Съзнание“ (1901 – 1903), „Учителска мисъл“ (1903 – 1907) и „Учителска борба“ (1905 – 1909). През 1912 г. защитава дисертация на тема „Die sittliche Erziehung nach Herbert Spencer unter Berücksichtigung seiner Moralphilosophie und Entwicklungslehere“ (Нравственото възпитание при Хърбърт Спенсър при съблюдаване на неговата морална философия и учението за развитието).
През 1914 г. става учител във Враца, а след това е директор на местните мъжка и девическа гимназии. Преподава по социално възпитание във Висшата женска социална школа. От 1923 г. е хоноруван доцент в Софийския университет и главен инспектор по философска пропедевтика и технически предмети към Министерството на народното просвещение. През 1924 г. става доцент, а от 1927 е извънреден професор в университета до 1 октомври 1940 г. Там чете лекции по дидактика, педагогическа психология, психофизически основи на обучението, социална психология, история на дидактиката, методика на природо-математическото обучение, методика на философската пропедевтика. Умира на 14 декември 1957 г. в София. Личният архив на Михаил Герасков се пази в Софийски университет в Университетския архив във фонд № 34 и съдържа 125 архивни единици в опис 1 и още няколко документа в опис 2.

## Книги
- Политическо възпитание. Габрово. Дружествена печ. Заря – 128 с., 1902
- Значението на народното образование. София. Печ. Хр. Г. Бъчеваров – 211 с., 1902
- Естетиката и детето. Пловдив. Печ. Хр. Г. Данов – 224 с., 1908
- Педагогика или теория на възпитанието, Ново училище, 1919
- съавтор с Н. Ванков. Училищно законодателство и училищна администрация – Ръководство за педагогическите училища и учителските институти. Враца. Книжарница Ст. Цеков – 144 с., 1921
- Умствената работа на учениците в средните училища от дидактично гледище. Враца – 76 с., 1923
- Педагогическа психология. София. Печ. Графика – 348 с., 1932
- Теоретична педагогика или наука за възпитанието, Христо Г. Данов, 1937
- Душевна евгеника и образование. София – 114 с., 1941
- Методика на учебните предмети в основното училище. София, Изд. Хемус – 327 с., 1942
- Социално-педагогични проблеми в общественото подпомагане, ГСУ/ИФФ т. ХLІІ – 1 – 83, 1946
- Основи на дидактиката, Христо Г. Данов, 1944